# 伏尔加格勒红十月冶金工厂
伏尔加格勒红十月冶金工厂（俄语：Закрытое акционерное общество "Волгоградский металлургический завод "Красный Октябрь"）是俄罗斯联邦最大的特殊钢厂。1942年斯大林格勒会战中是惨烈的巷战战场。 

## 历史
1897年4月30日组建。1940年开始为斯大林格勒拖拉机厂生产的T-34坦克提供装甲钢板 斯大林格勒会战中完全被摧毁。1946年恢复生产。苏联时期荣获列宁勋章与劳动红旗勋章。